# Véronique Lefay
Véronique Lefay, née Véronique Delfosse le 1er juin 1964 à Constantine et morte le 12 décembre 2021 à Sedan, est une actrice, productrice et réalisatrice française de films pornographiques. 

## Biographie
Véronique Lefay commence sa carrière dans le X en 1993, à l'âge de vingt-neuf ans. Elle débute dans le porno amateur, tournant notamment dans les films de Lætitia, Intimité violée par une femme n° 20 ou Belles à jouir (1994), édités par Nanou Vidéo. Dans ses premiers films, elle a pour partenaire son compagnon Max Noizet. Rapidement, elle passe au hard professionnel et est sollicitée par des sociétés françaises de production plus importantes, mais également étrangères : on la voit ainsi dans des films allemands, produits par la société Magma, ou suédois, produits par Private Media Group.
Le couple Lefay-Noizet crée ensuite une société de production, V. Communications (dite également V.com, Vcom, Véronique Lefay productions ou V.L.P.) : Véronique Lefay continue d'apparaître devant la caméra, tandis que Max Noizet abandonne son activité de hardeur pour s'occuper exclusivement de la réalisation et de production. Le premier film de V. Communications est Le Cul de la députée, un porno en forme de satire politique. La société sort de nombreux autres films à petits budgets, souvent construits sur des scénarios humoristiques ou satiriques (Nom de code : Chiennes en chaleur se moque ainsi des excès du féminisme), auxquels Véronique Lefay participe en tant qu'actrice. On la voit, entre autres productions, dans Avale tout, putain de salope ! où elle a pour partenaires un groupe de véritables jeunes « rappeurs hargneux » qui composent également la BO du film. Elle s'essaie également à la réalisation en 1998 avec Ensorceleuses : Le projet Blair Bitch, et apparaît dans des films tournés pour d'autres studios, par des réalisateurs comme Fred Coppula ou Ovidie. 
Dès la fin des années 1990, Véronique Lefay est l'une des premières dans le milieu du X français à miser sur l'Internet, alors peu implanté en France : sa société de production propose ainsi des visioconférences avec des actrices porno. Elle se concentre sur les activités web de l'entreprise, en réalisant les sites de diverses actrices X. Prise par son travail dans la production et le web, elle raréfie ses apparitions à l'écran avant de cesser tout à fait ses activités d'actrice à la suite de problèmes de santé.
V. Communications emploie par ailleurs d'autres anciennes hardeuses, comme Estelle Desanges (directrice de production et principale représentante médiatique) et Tiffany Hopkins (attachée de presse). L'entreprise est mise en liquidation en 2009.
Le décès de Véronique Lefay (daté du 12 décembre 2021) est annoncé à la mi-février 2022 sur les réseaux sociaux par l'un de ses proches, Julien Richard-Thomson, qui ne donne pas de précisions sur les circonstances de sa mort.

## Filmographie
(novembre 2022).
Actrice
- 1er Essai hard X 2 de Philippe Cochon (Starchild)
- Les Ambitieuses de Patrice Cabanel (V.L.P.)
- Anal casting de Max Noizet et Ian Nicols (V.L.P.)
- Les Autostoppeuses de Patrice Cabanel
- Avale tout, putain de salope ! de Max Noizet (V.L.P.) 1997
- Backdoor to Sweden de Berth Milton (Private) 1993
- Beautifuls beast de Dolly Buster
- Belle à jouir 4 de Lætitia (Nanou)
- Best off Simona Valli de Nicky Ranieri (Colmax)
- Bizar neuken de Nils Molitor
- Bourgeoise pervertie de Pierre Cible Pro (Cible Pro)
- Carnet secret d'une nymphomane de J.J. Morize (Concorde)
- Les Concubines de Ovidie (V. Communications)
- Consentantes de Alex Perry (Marc Dorcel) 1999
- Le Cul de la député de Max Noizet (V.L.P.)
- Délires de sculpteur de Ian Nicols (Penguin)
- Le Désir dans la Peau de Marc Dorcel (Marc Dorcel) 1996
- Désirs inconnus de John Love (Magma)
- Dossier prostitution de Philippe Cochon (Starchild)
- Dott. Max a Parigi de Max Bellocchio
- Doubles queues pour jeunes cochonnes de Marc Paris 1994
- Eclate moi le fion de Ian Nicols
- Essensual 4 (Red Vidéo)
- L'Etudiante enculée de Max Noizet (V.L.P.)
- Les Excès de la dominatrice de Marc Paris (Europix)
- Les Exhibs de Véronique de Véronique Lefay (V.L.P.)
- Extrem pervers de Harry S. Morgan
- Fantasmes au studio photos de Marty Perry (Red Vidéo)
- Femmes esclaves de Max Noizet (V.L.P.)
- Les Flambeuses de Nicky Ranieri (Colmax) 1996
- Le Gang bang de Véronique de Max Noizet (V.L.P.)
- Histoires gauloises 1: La belle des Vosges de Marc Paris (Blue Mask)
- Inside Simona Valli de Nicky Ranieri 1994
- Intimité violée par une femme N° 20 de Lætitia (Nanou)
- Kinépornorama de Ian Nicols (Penguin)
- Lèvres goulues de Nils Molitor (Magma)
- Maximum perversion de Gabriel Pontello (Silva)
- Mémoires de mon cul de Max Noizet (V.L.P.)
- La Menteuse de Fred Coppula 2003
- Nom de code: Chiennes en chaleur de Max Noizet et Marc Paris V.L.P (1996)
- Oceane
- Past distance de Mario Salieri
- Le Point G de Ovidie (V. Communications) 2007
- Project blair bitch de Veronique Lefay et Richardson (MadX)
- Les Putains de Max Noizet (V.L.P.)
- La Salope habite au 5e de Richard Martin (Europix)
- Saugende lippen de Nils Molitor
- Scandale de Fred Coppula (Studio x) 2003
- Les Secrétaires mouillent leurs ... de Marc Paris (Europix)
- Seins pour seins de Philippe Cochon (Starchild)
- Sexualité mode d'emploi 1 de Ovidie (Blue One)
- Sexualité mode d'emploi 2 de Ovidie (Blue One)
- Sexualité mode d'emploi 3 de Ovidie (Blue One)
- Sodomisez-moi ! de Max Noizet (V.L.P.)
- Spécial anal 4 de Nils Molitor (Magma)
- Stars sur le net de Patrice Cabanel
- Tireurs de nymphos de Max Noizet et Marc Paris (V.L.P.)
- Total inceste de Max Noizet et Ian Nicols (Europix)
- Trou du cul trafic de Max Risler (V.L.P.)
- Tu bosses ou tu baises de Frederic La Verge (V. Communications) 2005
- Urgences à domicile de Christian Lavil (Alkrys) 2005
- Véronique scénariste salope de André Richard (Défi)
- Vicieuses novices de Patrice Cabanel
- Viol de Vanessa

Elle participe également à une série B française réalisée par Richard J. Thomson, Time Demon 2, dans lequel elle interprète une tueuse à gages. Elle apparaît brièvement dans un film à sketchs du même réalisateur, Best of Z (comédie d’horreur) en 1999.Réalisatrice
- Ensorceleuses : Le projet Blair Bitch (1998)
- Les Exhibs de Véronique

## Récompenses
- Festival international de l'érotisme de Bruxelles 1998 : European X Award de la meilleure actrice
- Hot d’or du meilleur remake pour le Projet Blair Bitch (réalisation : Véronique Lefay et Tom Richardson)